# 칸첼레리아궁

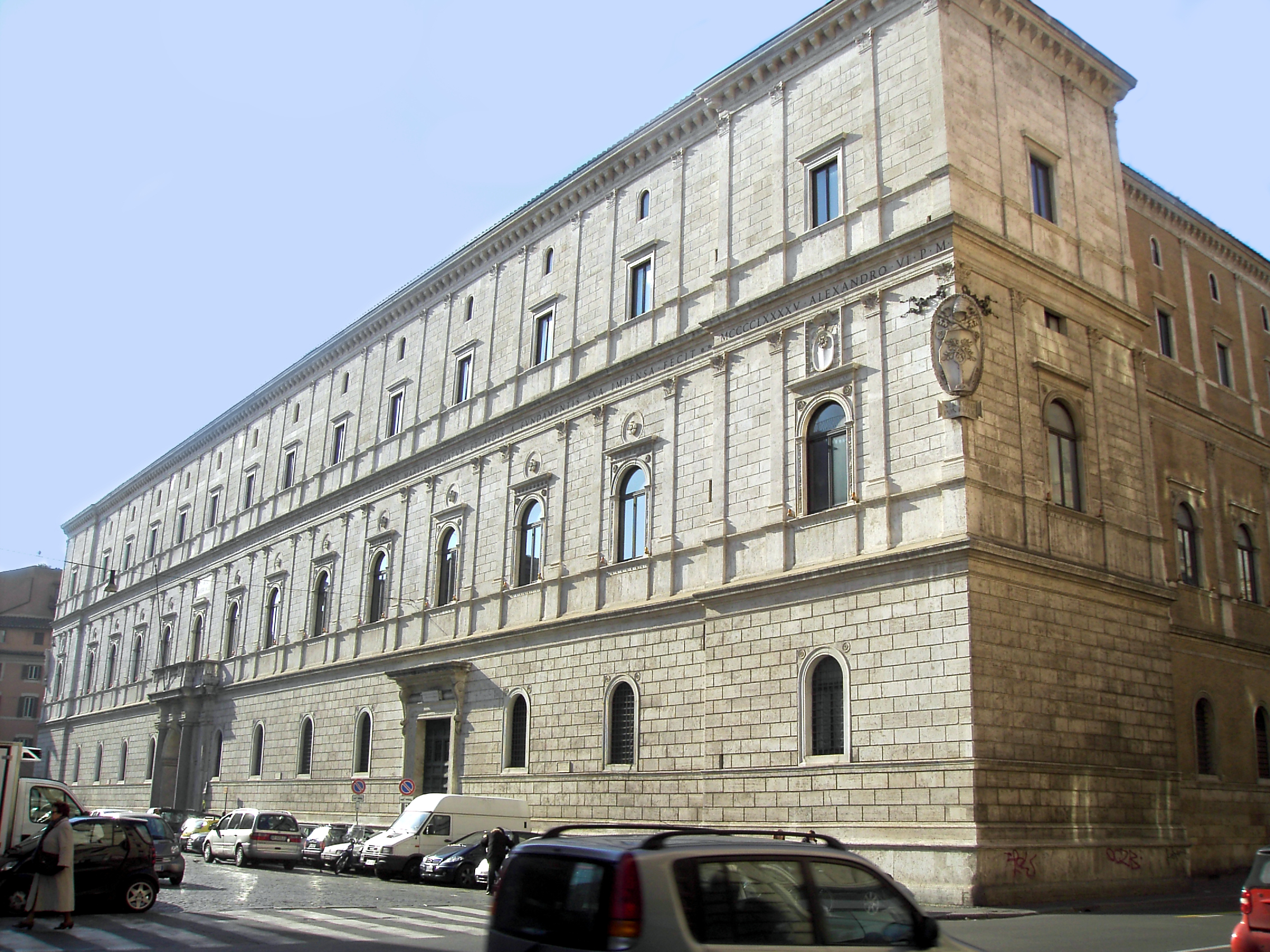
칸첼레리아궁

칸첼레리아궁(Palazzo della Cancelleria)는 이탈리아 로마 캄포 데 피오리에 위치한 궁전이다.